# Megachile miranda
Megachile miranda är en biart som beskrevs av Joseph Vachal 1904. Megachile miranda ingår i släktet tapetserarbin, och familjen buksamlarbin. Inga underarter finns listade i Catalogue of Life.